# Galatasaray (vrouwenbasketbal)
Galatasaray Çağdaş Faktoring is de vrouwenbasketbalafdeling van omnisportvereniging Galatasaray SK uit Turkije. De club speelt zijn thuiswedstrijden in de Ahmet Cömert Sport Hall.

## Geschiedenis

### Oprichting
De vrouwenbasketbal afdeling van Galatasaray is opgericht in 1954. Zo bereikte de club meteen al een tweede plaats in de İstanbul Kadınlar Basketbol Ligi. Dit is een toernooi dat werd gespeeld tot en met 1980, totdat de Turkse vrouwenbasketbalcompetitie werd opgericht. Tot en met het einde van dit Istanboel vrouwenbasketbaltoernooi in 1980 wist Galatasaray driemaal tweede te worden, maar kampioen werd het nooit.

### Eerste successen
Sinds het ontstaan van de nationale basketbalcompetitie in 1980 begon de club bergopwaarts te gaan. Zo werd Galatasaray in 1988 voor het eerst kampioen van het land. Daarna is de ploeg vanaf 1990 tot en met 1998, in totaal 9 keer achter elkaar landskampioen geworden wat een niet te breken record was in het land. In 1993 won Galatasaray voor het eerst de Turkse beker, door stadsgenoot Istanbul Üniversitesi SK te verslaan met een 74-51 score. Ook het Turkse beker wisten de dames van Galatasaray zes maal achter elkaar te winnen, vanaf 1993 tot en met 1998. De club wist ook de supercup van Turkije (Presidentsbeker) acht maal in de wacht te slepen, waarvan de eerste zes kampioenschappen ook met een reeks was van zes jaar achter elkaar.

### Europese triomfen
Hoewel de club al deze records brak kon de club vanaf het jaar 2000 geen bekers meer binnenslepen tot en met 2008. In het seizoen 2007-2008 werd de club kampioen van de presidentsbeker, wat beloofde dat hierna weer successen zouden komen. Dit werd een feit wanneer Galatasaray de Turkse beker vijf maal achter elkaar won vanaf 2010 tot en met 2014. In 2009 schreef de club geschiedenis door de EuroCup Women te winnen, waar het nog een seizoen eerder nog nipt derde werd. Galatasaray versloeg in de finale de Italiaanse club Cras Basket Taranto met 137-128. In 2013-2014 plaatste de club zich voor het EuroLeague Women door het winnen van de Turkse beker. Galatasaray wist in de 1/8ste finale tweede te worden in de groepsfase die werd gespeeld in Jekaterinenburg, Rusland. In de halve finale trof Galatasaray gastploeg UMMC Jekaterinenburg, en wist Galatasaray zijn tegenstander meteen ook te verslaan met een score van 77-70. Zo gingen de dames door naar de finale waar Galatasaray het moest opnemen tegen aartsrivaal Fenerbahçe. Mede hierdoor had deze wedstrijd een belangrijkere waarde en werd voor een volle arena gespeeld in Jekaterinenburg. Galatasaray wist hun vijand en stadsgenoot Fenerbahçe hier te verslaan met een score van 69-58, en werd hierdoor het eerste Turkse vrouwenbasketbalteam dat kampioen kon worden in de EuroLeague. In hetzelfde seizoen 2013-2014 werd Galatasaray in de Turkse nationale competitie ook kampioen, door aartsrivaal Fenerbahçe in de finale van de play-offs te verslaan door driemaal te winnen en met twee nederlagen. Ook in 2014-2015 werden de dames van Galatasaray kampioen, door in de finale ditmaal Abdullah Gül Üniversitesi te verslaan met drie zeges en één nederlaag.
Na enkele slechte prestaties van coach Ekrem Memnun waarmee Galatasaray de EuroLeague binnensleepte kwam er een einde aan zijn tijdperk bij de club. Na het ontslag van coach Memnun had Galatasaray een akkoord bereikt met de ervaren Servische trainer Marina Maljković. Naast Galatasaray te trainen ging Maljković ook het Servische nationale vrouwenbasketbalteam trainen, wat bij Memnun ook hetzelfde geval was (namelijk Turkse nationale vrouwenbasketbalteam en Galatasaray). In 2018 won Galatasaray weer de EuroCup Women. Ze wonnen in de finale van de Italiaanse club Reyer Venezia met 155-140.

### Erelijst
| Competitie                      | Aantal | Jaren                                                                        |
| ------------------------------- | ------ | ---------------------------------------------------------------------------- |
| Internationaal                  |        |                                                                              |
| EuroLeague Women                | 1x     | 2014                                                                         |
| EuroCup Women                   | 2x     | 2009, 2018                                                                   |
| Nationaal                       |        |                                                                              |
| Türkiye Bayanlar Basketbol Ligi | 13x    | 1988, 1990, 1991, 1992, 1993, 1994, 1995, 1996, 1997, 1998, 2000, 2014, 2015 |
| Turkse Beker                    | 11x    | 1993, 1994, 1995, 1996, 1997, 1998, 2010, 2011, 2012, 2013, 2014             |
| Presidentsbeker                 | 8x     | 1993, 1994, 1995, 1996, 1997, 1998, 2008, 2011                               |
| Türkiye Kadınlar 1. Ligi        | 1x     | 2005                                                                         |